# Montgomery megye (Georgia)
Montgomery megye az Amerikai Egyesült Államokban, azon belül Georgia államban található. Megyeszékhelye és legnagyobb városa Mount Vernon. Lakosainak száma 8610 fő (2020. április 1.). Montgomery megye Treutlen, Emanuel, Toombs, Jeff Davis és Wheeler megyékkel határos.

## Népesség
A megye népességének változása:
| Lakosok száma | 9092 | 9053 | 8948 | 9021 | 8951 | 8610 |
|               | 2010 | 2011 | 2012 | 2013 | 2015 | 2020 |